# Dvorje, Cerklje na Gorenjskem
Dvorje este o localitate din comuna Cerklje na Gorenjskem, Slovenia, cu o populație de 414 locuitori.